# Rakkestad (plaats)
Rakkestad is een plaats in de Noorse gemeente Rakkestad, fylke Østfold. Rakkestad telt 3932 inwoners (2007) en heeft een oppervlakte van 3,52 km².